# Doroteia Carlota de Brandemburgo-Ansbach
Doroteia Carlota de Brandemburgo-Ansbach (em alemão:  Dorothea Charlotte; Ansbach, 28 de novembro de 1661 - Darmstadt, 15 de novembro de 1705) foi uma nobre alemã, casada com o conde Ernesto Luís de Hesse-Darmstadt.

## Família
Doroteia era a filha mais nova do segundo casamento do marquês Alberto II de Brandemburgo-Ansbach com a condessa Sofia Margarida de Oettingen-Oettingen. Os seus avós paternos eram o marquês Joaquim Ernesto de Brandemburgo-Ansbach e a condessa Sofia de Solms-Laubach. Os seus avós maternos eram o conde Joaquim Ernesto de Oettingen-Oettingen e a condessa Sibila de Solms-Sonnenwalde.

## Vida
Doroteia Carlota era pietista e teve alguma influência nos assuntos de estado para favorecer os pietistas nos primeiros anos de casamento. Em colaboração com Philip Jacob Spener, de quem se tornou mecenas, promoveu o pietismo na corte e na universidade local. Após a sua morte, Ernesto Luís passou a ser contra este movimento da igreja luterana.
Doroteia morreu em 1705 e os seus restos mortais encontram-se sepultados em Darmstadt, na igreja da cidade.

## Casamento e descendência
Doroteia casou-se no dia 1º de dezembro de 1687 com Ernesto Luís, Conde de Hesse-Darmstadt. O casal teve cinco filhos:
- Doroteia Sofia de Hesse-Darmstadt (1689–1723), casada com o conde João Frederico de Hohenlohe-Öhringen.
- Luís VIII, Conde de Hesse-Darmstadt (5 de abril de 1691 – 17 de outubro de 1768), casado com a condessa Carlota de Hanau-Lichtenberg; com descendência.
- Carlos Guilherme de Hesse-Darmstadt (17 de junho de 1693 - 17 de maio de 1707), morreu em batalha durante a Guerra da Sucessão Espanhola aos treze anos de idade; sem descendência.
- Francisco Ernesto de Hesse-Darmstadt (25 de janeiro de 1695 - 8 de janeiro de 1716), morreu aos vinte anos de idade; sem descendência.
- Frederica Carlota de Hesse-Darmstadt (8 de setembro de 1698 - 22 de março de 1777), casada com o conde Maximiliano de Hesse-Cassel; com descendência.